# Нідерланди на пісенному конкурсі Євробачення 1975
Нідерланди були представлені колективом Teach-In із шістьма учасниками з піснею «Ding-A-Dong» на пісенному конкурсі Євробачення 1975 року, який відбувся у Стокгольмі 22 березня. Teach-In був обраний голландськими представниками на національному фіналі 26 лютого і отримав перемогу для Нідерландів у 1975 році.

## До Євробачення

### Національний пісенний фестиваль 1975
Національний фінал відбувся в Jaarbeurs в Утрехті, його приймав Віллем Дуйс. Вперше з 1970 року голландський виконавець не був попередньо відібраний мовником NOS, і відбір 1975 року складався з двох етапів. По-перше, кожен із трьох учасників виконав пісню, а міжнародне журі з 5 членів проголосувало за найкращу пісню; потім обрану пісню виконали усі троє, і 100 публічних журі проголосували за виступ. Teach-In були обрані з більш ніж половиною голосів громадськості.
| Підбір пісні — 26 лютого 1975 року | Підбір пісні — 26 лютого 1975 року | Підбір пісні — 26 лютого 1975 року | Підбір пісні — 26 лютого 1975 року |
| №                                  | Пісня                              | Бали                               | Місце                              |
| ---------------------------------- | ---------------------------------- | ---------------------------------- | ---------------------------------- |
| 1                                  | «Ik heb geen geld voor de trein»   | 1                                  | 2                                  |
| 2                                  | «Dinge Dong»                       | 4                                  | 1                                  |
| 3                                  | «Circus»                           | 0                                  | 3                                  |

| Вибір виконавця — 26 лютого 1975 року | Вибір виконавця — 26 лютого 1975 року | Вибір виконавця — 26 лютого 1975 року | Вибір виконавця — 26 лютого 1975 року |
| №                                     | Виконавець                            | Бали                                  | Місце                                 |
| ------------------------------------- | ------------------------------------- | ------------------------------------- | ------------------------------------- |
| 1                                     | Альберт Вест                          | 33                                    | 2                                     |
| 2                                     | Teach-In                              | 56                                    | 1                                     |
| 3                                     | Деббі                                 | 11                                    | 3                                     |

## На Євробаченні
Правило вільної мови застосовувалося в 1975 році, тож до початку конкурсу пісня була перекладена англійською мовою як «Ding-A-Dong» і виконана англійською мовою на фіналі. В ніч у фіналі Teach-In виступив першим у робочому порядку перед Ірландією. У 1975 році була запроваджена поточна система оцінок Євробачення, і «Ding-A-Dong» отримав шість максимальних 12 балів від Ізраїлю, Мальти, Норвегії, Іспанії, Швеції та Великої Британії. На завершення голосування пісня набрала 152 бали (з очками від кожної іншої країни-учасниці), вигравши конкурс із 14-кратним відривом у списку. Друге місце посіло Сполучене Королівство. Це була четверта перемога Нідерландів на Євробаченні. Голландське журі присудило свої 12 балів Люксембургу.
Голландським диригентом на конкурсі був Гаррі ван Гооф.
Це був перший випадок в історії Євробачення, коли конкурс виграла пісня, яка відкрила шоу, хоча це повториться з Великою Британією наступного року та Швецією в 1984 році.
«Ding-A-Dong» досяг 3-го місця в чарті голландських синглів, а також став хітом на кількох інших ринках, включаючи Велику Британію, де він досяг 13-го місця, та Швецію, де зайняв номер 2.

### Голосування
| Оцінка   | Країна                                                                  |
| -------- | ----------------------------------------------------------------------- |
| 12 балів | - Ізраїль - Мальта - Норвегія - Іспанія - Швеція - Велика Британія      |
| 10 балів | - Фінляндія - Люксембург - Монако                                       |
| 8 балів  | - Німеччина - Ірландія - Соціалістична Федеративна Республіка Югославія |
| 7 балів  | Португалія                                                              |
| 6 балів  | Швейцарія                                                               |
| 5 балів  | Франція                                                                 |
| 4 бали   | Туреччина                                                               |
| 3 бали   | Бельгія                                                                 |
| 2 бали   |                                                                         |
| 1 бал    | Італія                                                                  |

| Оцінка   | Країна                                         |
| -------- | ---------------------------------------------- |
| 12 балів | Люксембург                                     |
| 10 балів | Ізраїль                                        |
| 8 балів  | Франція                                        |
| 7 балів  | Швейцарія                                      |
| 6 балів  | Ірландія                                       |
| 5 балів  | Бельгія                                        |
| 4 бали   | Велика Британія                                |
| 3 бали   | Соціалістична Федеративна Республіка Югославія |
| 2 бали   | Норвегія                                       |
| 1 бал    | Мальта                                         |